# یواس‌اس مراپی (ای‌اف-۳۸)
یواس‌اس مراپی (ای‌اف-۳۸) (به انگلیسی: USS Merapi (AF-38)) یک کشتی بود که طول آن ۳۳۸ فوت (۱۰۳ متر) بود. این کشتی در سال ۱۹۴۴ ساخته شد.